# 강이석
강이석(1998년 11월 11일 ~ )은 대한민국의 배우이다. 2018년 5월 28일 해군으로 군입대해 2020년 3월 8일 제대했다.

## 연기 활동

### 드라마
- 2005년 KBS2 일일시트콤 《사랑도 리필이 되나요?》
- 2006년 KBS2 월화드라마 《미스터 굿바이》 ... 윤이 역
- 2006년 SBS 드라마스페셜 《연인》 ... 희동 역
- 2006년 SBS 주말 특별기획 《게임의 여왕》 ... 여름 역
- 2007년 KBS2 주말연속극 《행복한 여자》 ... 김세종 역
- 2007년 SBS 주말 특별기획 《불량 커플》 ... 김이찬 역
- 2007년 MBC 일일시트콤 《김치 치즈 스마일》 ... 명수 역
- 2007년 SBS 주말 특별게획 《조강지처 클럽》 ... 한철이 역
- 2007년 MBC 시즌드라마 《옥션하우스》
- 2008년 SBS 월화드라마 《사랑해》 ... 박상진 역
- 2008년 SBS 드라마스페셜 《식객》 ... 어린 성찬 역 (김래원 아역)
- 2008년 SBS 드라마스페셜 《스타의 연인》 ... 어린 김철수 역 (유지태 아역)
- 2009년 SBS 드라마스페셜 《카인과 아벨》 ... 어린 이초인 역 (소지섭 아역)
- 2009년 KBS2 월화드라마 《천하무적 이평강》 ... 어린 온달 역 (지현우 아역)
- 2010년 SBS 주말 특별기획 《인생은 아름다워》 ... 재철과 수자의 아들 역
- 2010년 MBC 수목미니시리즈 《런닝, 구》 ... 어린 구대구 역 (백성현 아역)
- 2011년 KBS2 월화드라마 《드림하이》 ... 어린 진국 역 (옥택연 아역)
- 2012년 JTBC 수목미니시리즈 《러브 어게인》 ... 정유준 역
- 2012년 SBS 주말 특별기획 《다섯 손가락》 ... 어린 유지호 역 (주지훈 아역)
- 2012년 MBC 월화시트콤 《엄마가 뭐길래》 ... 왕만수 역
- 2013년 KBS2 장애 이해 교육 단막극 《우리는 외계인이다》 ... 김성재 역
- 2013년 MBC 일일연속사극 《구암 허준》 ... 허석 역
- 2013년 SBS 일일드라마 《못난이 주의보》 ... 어린 공준수 역 (임주환 아역)
- 2013년 SBS 월화드라마 《수상한 가정부》 ... 왕따 가해자 역 (특별출연)
- 2014년 tvN 수요시트콤 《푸른거탑 리턴즈》 ... 왕십리 장비동자 신병 역 (특별출연)
- 2014년 KBS1 대하드라마 《정도전》 ... 어린 정도전 역 (조재현 아역)
- 2014년 KBS2 주말연속극 《가족끼리 왜 이래》 ... 어린 차달봉 역 (박형식 아역)
- 2015년 SBS 심야드라마 《심야식당》 ... 고교 류 역 (최재성 아역)
- 2017년 tvN 수목드라마 《크리미널 마인드》 ... 어린 김현준 역 (이준기 아역)
- 2018년 tvN 토일드라마 《미스터 션샤인》 ... 어린 고종 역 (이승준 아역)
- 2021년 티빙 오리지널 시리즈 《어른 연습생》 ... 김성재 역
- 2022년 tvN 토일드라마 《우리들의 블루스》 ... 어린 방호식 역 (최영준 아역)
- 2022년 디즈니+ 오리지널 시리즈 《3인칭 복수》 ... 권세진 역

### 영화
- 2006년 《도마뱀》 ... 암환자 아이 역
- 2007년 《두 사람이다》 ... 어린 박현중 역 (이기우 아역)
- 2007년 《우리동네》 ... 어린 효이 역 (류덕환 아역)
- 2007년 《가면》 ... 어린 경윤 역 (김강우 아역)
- 2008년 《소년은 울지 않는다》 ... 기동 역
- 2010년 《살인의 강》 ... 11세 승호 역 (김세현 아역)
- 2014년 《백프로》 ... 은석 역
- 2021년 단편영화 《Happy Birthday Two》

### 뮤지컬
- 2008년 《천사들의 합창》

### 방송
- 2006~07년 EBS 《뿡뿡이랑 냠냠》 - 달콤이 역
- 2021년 Mnet 《너의 목소리가 보여 시즌8》 - 참가자

## 수상
- 2013년 제21회 대한민국 문화연예대상 드라마부문 아역상